# Toroldo de Pont-Audemer
Toroldo de Pont-Audemer (Normandia, 945 - 1040) foi um nobre medieval Senhor de Harcourt e de Pont-Audemer, comuna francesa na região administrativa da Alta-Normandia, no departamento Eure

## Relações familiares
Foi filho de Torf, Senhor de Pont-Audemer (913 -?) e de Ertemberge Bertrand, Senhora de Bricquebec. Casou com Anceline de Montfort de quem teve:
1. Anchetil de Harcourt, Senhor de Harcourt casado com Eva de Boissey[2][3].
2. Lezelina de Turquevila (980 - 1069) casou com Guilherme da Normandia, Senhor de Eu, Senhor de Eu filho de Ricardo I da Normandia (933 - 20 de Novembro de 996) e de Gunnor da Dinamarca, princesa da Dinamarca (930 -?)[4].